# Marie Paradis
Pour les articles homonymes, voir Paradis (homonymie).
Maria ou Marie Paradis, dite « La Paradisa » (née en 1779 à Saint-Gervais-les-Bains, à l'époque faisant partie du royaume de Sardaigne, et morte en 1839), est une habitante de la vallée de Chamonix. Elle est connue pour avoir été la première femme au sommet du mont Blanc le 14 juillet 1808,.

## Biographie

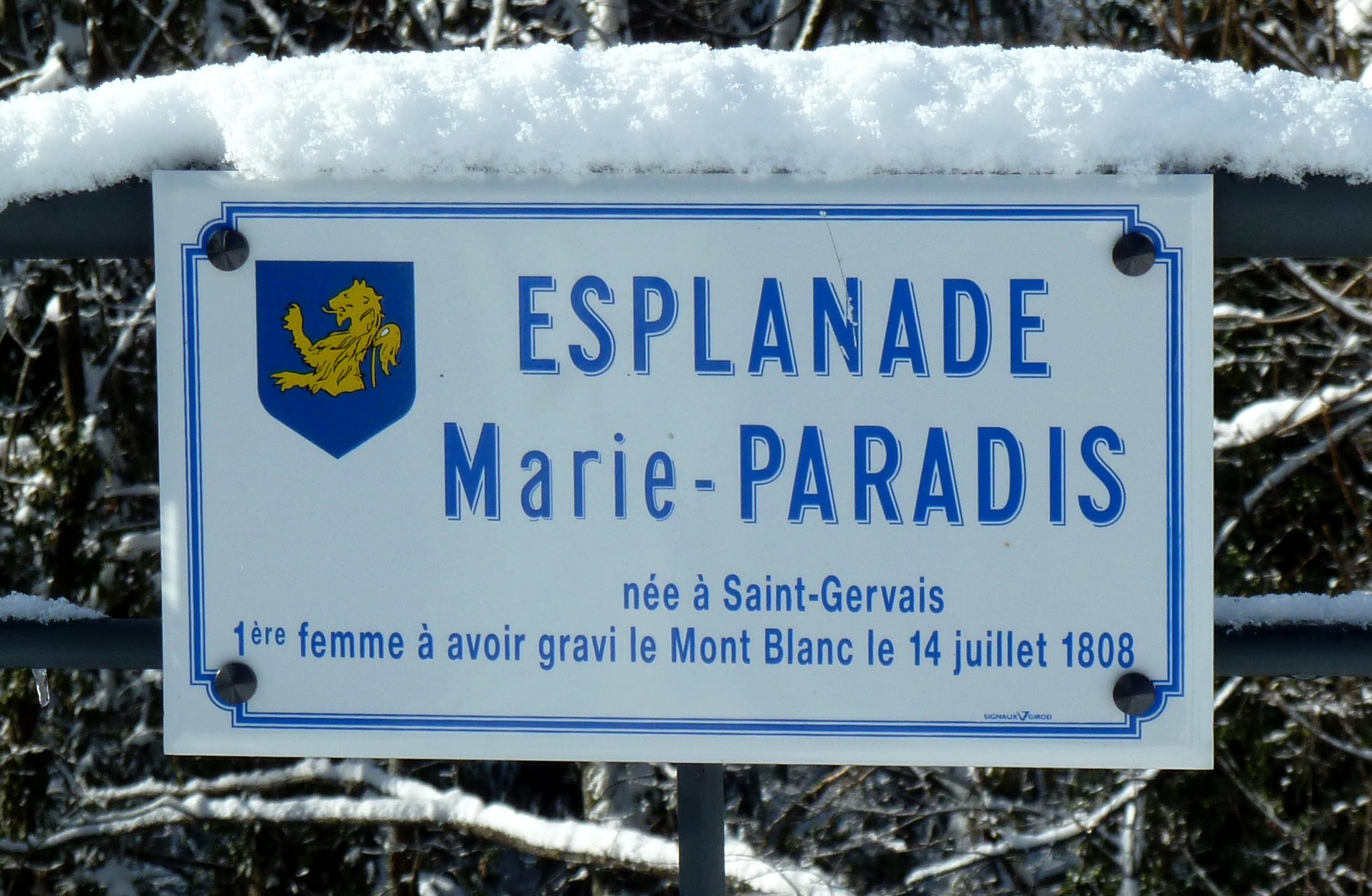
Esplanade Marie-Paradis à Saint-Gervais-les-Bains.

Fille du pays, Marie Paradis serait née à Saint-Gervais-les-Bains (voir la plaque signalétique de l'esplanade Marie-Paradis, inaugurée dans les années 2000,). Elle vit avec sa mère dans la ferme familiale du Bourgeat, un hameau du village des Houches où elle exerce la profession de servante d'auberge.

### Conditions de l'ascension
On manque de sources et de témoignages précis. Les principaux récits auxquels on peut se reporter sont celui, parfois fantaisiste, d'Alexandre Dumas et celui d'Henriette d'Angeville. D'autre part, l’extrait d’une lettre d'un voyageur anonyme passé par Chamonix juste après l'expédition, publiée par le Moniteur universel du 14 août 1808, permet d’attester que cette ascension a bien eu lieu durant l’été 1808 (et non pas en 1809 ou 1811 comme l'ont avancé certaines sources) et apporte quelques précisions sur son contexte.

#### Le contexte
En 1786, le Chamoniard Jacques Balmat avait brisé la peur ancestrale des habitants de la vallée, en passant une nuit en altitude, et en réussissant la première ascension du mont Blanc. Il avait ensuite réitéré, emmenant le Suisse Horace-Bénédict de Saussure en 1787 ou l'Anglais William Woodley en 1788. Mais dans les années qui suivirent, les tentatives restèrent rares. Car même si le tourisme se développait dans la vallée, au Montenvers par exemple, la haute montagne restait alors terrifiante et dangereuse.
On ignore les conditions exactes qui poussèrent Marie Paradis à tenter en 1808 l'ascension du mont Blanc. Dumas indique que les guides à l'initiative de la course souhaitaient alors faire grimper des habitants de la vallée, plutôt que des étrangers : « C'est bel et bon de conduire toujours les étrangers au sommet du mont Blanc pour leur plaisir ; si nous y montions un jour pour le nôtre ? ». L'idée était également de leur apporter une source de revenu, en devenant guide pour les uns, ou bien simplement en racontant leurs souvenirs dans le cas de Marie Paradis : « Marie, tu es bonne fille qui a besoin de gagner ; viens avec nous, nous te mènerons à la cime et ensuite les étrangers voudront te voir et te donneront des étrennes ».
La plupart des récits s'accordent sur le fait que la cordée était composée de plusieurs habitants de Chamonix, conduits de manière certaine par Jacques Balmat. On trouve également les noms de Pierre Payot (dans le récit d'Alexandre Dumas), ou de Victor Tairraz (dans les ouvrages d'Edmond de Catelin, dit Stéphen d'Arve),.
La lettre publiée par le Moniteur universel en août 1808 indique que l'ascension à laquelle participa Marie Paradis s'inscrit dans une suite de trois expéditions menées avec succès au sommet du mont Blanc à quelques jours d'intervalle par des habitants de la vallée de Chamonix. Le premier groupe, composé de cinq hommes qui n'avaient encore jamais gravi le mont Blanc, avait bénéficié des conseils de Michel Paccard. Cette première ascension réussie détermina un deuxième groupe de sept personnes conduites par Balmat à tenter l'aventure. Ce groupe, qui comprenait Marie Paradis - « la première de son sexe qui se soit élevée si haut » - ainsi qu'un garçon de quinze ans, suivit les traces laissées dans la neige ramollie par le premier convoi. Le troisième groupe, composé de cinq hommes, effectua la première partie de son retour « en courant, sans corde ni crampons », jusqu’aux rochers des Grands Mulets.
D'après Henriette d'Angeville, Marie Paradis aurait été emmenée presque malgré elle par ses amis guides (qui espéraient ainsi la rendre célèbre et riche). D'après Alexandre Dumas, c'est elle qui aurait insisté auprès des guides pour qu'ils l’emmènent.
Selon les récits de Dumas et Henriette d'Angeville, Marie Paradis aurait raconté avoir été aidée : « tirée, traînée et portée » au sommet. Pourtant, en 1876, Stéphen d'Arve raconte que « cette robuste villageoise n'eut pas une seule défaillance durant tout le cours de ce périlleux voyage »,.
Issue d'un milieu pauvre, ne sachant ni lire, ni écrire, son ascension n'eut pas un aussi grand retentissement médiatique que celle d'Henriette d'Angeville, 30 ans plus tard. Les difficiles circonstances de l'ascension de Marie Paradis, mais sans doute également sa modestie dans le récit, font qu'elle n'a jamais été reconnue comme une véritable alpiniste (elle ne s'est en tout cas jamais présentée comme telle). Il est cependant indéniable qu'elle aura été la première femme à avoir le courage de tenter cette aventure que représentait alors l'ascension du mont Blanc.

## Témoignages

### L'histoire de Marie Paradis rapportée par Alexandre Dumas
Alexandre Dumas (1802-1870), lors d'un séjour à Chamonix en 1832 rencontre Marie Paradis qui lui est présentée par son guide, Pierre Payot. Tous deux lui racontent l'exploit qui se serait passé en 1811. Dumas le retranscrit en 1834 dans son ouvrage Impressions de voyage : Suisse.
Une équipée de six Chamoniards menée par le guide Jacques Balmat (1762-1834) s'apprête à monter au sommet du mont Blanc, lorsqu'ils sont rejoints par deux femmes qui veulent les accompagner. Le guide Balmat renvoie l'une car il sait qu'elle nourrit un enfant de sept mois, mais autorise la deuxième, Marie Paradis, à les accompagner. Après une longue marche jusqu'aux Grands-Mulets, elle passe une bonne nuit de repos.
Le lendemain, les choses sont plus difficiles. Marie Paradis souffre dans le passage d'un « endroit assez escarpé ». Elle s'en tire finalement bien mais en haut « elle sentit que ses jambes s'en allaient à tous les diables ». Elle demande alors à Jacques Balmat : « Allez plus doucement, Jacques, l'air me manque, faites comme si c'était vous qui étiez fatigué ». Balmat joue le jeu mais Marie mange de la neige par poignées et bientôt « le mal de cœur s'en mêla ; Balmat, qui s'en aperçut, vit que ce n'était pas le moment de faire de l'amour-propre ; il appela un autre guide, ils la prirent chacun sous un bras, et l'aidèrent à marcher. »
Finalement, en se relayant, ils arrivent au sommet. Le guide Payot raconte : Marie est « presque évanouie ; cependant, elle se remit un peu et porta les yeux sur l'horizon immense qu'on découvre ; nous lui dîmes en riant que nous lui donnions pour sa dot tout le pays qu'elle pourrait apercevoir. »
Devenue l'héroïne de Chamonix, elle s'établit en haut du hameau de La Côte, où pendant longtemps et à chaque nouvelle ascension, comme une bonne fée, « elle dresse un dîner que les voyageurs ne manquent jamais d'accepter en revenant, et, le verre à la main, hôtes et convives boivent aux dangers du voyage et à l'heureuse réussite des ascensions nouvelles ».

### L'histoire de Marie Paradis rapportée par Henriette d'Angeville
En 1838, accompagnée d'une douzaine de guides porteurs et muletiers, l'aristocrate Henriette d'Angeville est la deuxième femme à gravir le mont Blanc. Dans son récit Mon Excursion au Mont Blanc, elle rend hommage, avec un peu de condescendance,, à Marie Paradis, cette « pauvre montagnarde », qu'elle voulut rencontrer après son exploit.
C'est ainsi que, 30 ans après sa propre ascension et quelques mois avant sa mort, Marie Paradis qui participait à la réception donnée à Chamonix en l'honneur d'Henriette d'Angeville, aurait félicité sa cadette, en lui disant qu'elle la considérait comme la première véritable femme alpiniste à monter au sommet du mont Blanc, puisqu'elle n'avait pas eu besoin d'être « portée » au sommet par ses guides.

## Postérité
Son nom a été donné à des rues à Coupvray, Valence et La Roche-sur-Yon, des allées à Annecy et Nantes, une place à Courbevoie ainsi qu'à une promenade à Chamonix-Mont-Blanc.
Saint-Gervais-les-Bains possède une esplanade et une école élémentaire portant le nom de Marie-Paradis.
De nombreux équipements sportifs (salles d'escalade, gymnases) rendent également hommage à cette légende de l'alpinisme : à Avrillé, Besançon, Blainville-sur-Orne, Neuville-sur-Saône, au Plessis-Grammoire et dans le 10e arrondissement de Paris (centre sportif Marie Paradis, ex Saint-Lazare).
La poète et romancière écossaise Alison Fell (en) lui rend hommage dans un poème intitulé Marie Paradis, maidservant.